# Leokadia Białas-Cież
Leokadia Danuta Białas-Cież – polska matematyk, doktor habilitowana nauk matematycznych. Specjalizuje się w teorii aproksymacji oraz analizie zespolonej. Adiunkt Katedry Teorii Aproksymacji Instytutu Matematyki Wydziału Matematyki i Informatyki Uniwersytetu Jagiellońskiego.

## Życiorys
Stopień doktora uzyskała w 1999 we francuskim Université Paris-Sud XI - Orsay broniąc pracy pt. Sur l'inégalité de Markov pour les compacts: Cas des ensembles de Cantor, Problèmes de capacité logarithmique, Conjecture de Wilhelmsen, Equivalence avec l'inégalité de division przygotowanej pod kierunkiem Pierre'a Goetghelucka. Habilitację uzyskała na Uniwersytecie Jagiellońskim w 2014. Członek Polskiego Towarzystwa Matematycznego, prezes Oddziału Krakowskiego PTM w latach 2017-2019, od 2020 członek Zarządu Głównego PTM..
Swoje prace publikowała w takich czasopismach jak m.in. „Transactions of the American Mathematical Society", „Constructive Approximation”, „Annali di Matematica Pura ed Applicata”, „Potential Analysis”, „Journal of Mathematical Analysis and Applications", „Journal of Approximation Theory" oraz „Annales Polonici Mathematici”.